# Carcharhinus sorrah
El tiburón rabo manchado (Carcharhinus sorrah) es una especie de elasmobranquio carcarriniforme de la familia Carcharhinidae.

## Morfología
Los machos pueden alcanzar los 160 cm de longitud total.

## Distribución geográfica
Se encuentra desde el Mar Rojo y África Oriental (incluyendo Madagascar, Mauricio y las Seychelles) hasta las Filipinas, China, Australia y las Islas Salomón.